# Prangos bucharica
Prangos bucharica är en flockblommig växtart som beskrevs av Boris Fedtjenko. Prangos bucharica ingår i släktet Prangos och familjen flockblommiga växter. Inga underarter finns listade i Catalogue of Life.